# كالسيبوتريول
كالسيبوتريول (بالإنجليزية: Calcipotriol)‏ ويسمى أيضا كالسيبوتريين (calcipotriene) هو مركب صناعي مشتق من الكالسيتريول أو فيتامين د. يتم استخدامه في علاج الصدفية.